# Ioan Giurgiu Patachi

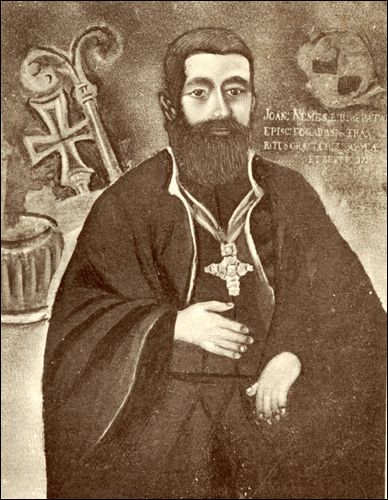
Bischof Ioan Giurgiu Patachi (Nemes Pataky)

Ioan Giurgiu Patachi OSBM,  auch Constantin Nemes de Patak, (* 1682 in Strâmbu-Băiuț, Komitat Szolnok-Doboka, Fürstentum Siebenbürgen; † 29. Oktober 1727 in Făgăraș) war Bischof von Făgăraș in der rumänischen griechisch-katholischen Kirche.

## Leben
Ioan Giurgiu kam als Sohn rumänischer Eltern im damals zum Fürstentum Siebenbürgen gehörenden Strâmbu-Băiuț (ungarisch: Horgospatak) zur Welt. Der Adelsname de Patak oder Pataky leitet sich von der ungarischen Ortsbezeichnung von Strâmbu-Băiuț ab. Seine Eltern starben früh und er wurde bei den Jesuiten erzogen, besuchte das Jesuiten-Kollegium in Klausenburg und studierte in Szombathely, Wien und Rom. Am 24. September 1707 wurde er zum Priester geweiht. 1712 ging er als rumänischer Missionar des lateinischen Ritus in die Walachei. Am 14. Februar 1717 legte er die Profess in der Gemeinschaft der Basilianer des hl. Josaphat ab.
Mit Errichtung des Bistums Făgăraș am 18. Mai 1721 durch Papst Innozenz XIII. mit der Apostolischen Konstitution Rationi congruit wurde Ioan Giurgiu Patachi am 15. Juni 1717 zum ersten Bischof des neuen Bistums ernannt. Konsekriert wurde er am 17. August 1723 durch Rafael Marković OSBas, den Titularbischof von Plataea. Am 17. August 1723 wurde er in der St.-Nicholas-Kathedrale von Făgăraș feierlich installiert. 
Nach nur vier Jahren im Episkopat starb Bischof Ioan Giurgiu Patachi, im Alter von nur fünfundvierzig Jahren, und wurde in Făgăraș beigesetzt.